# ماوردیان
ماوردیان، روستایی بزرگ و قدیمی از توابع بخش مرکزی شهرستان فومن در استان گیلان ایران است.و خانواده زندلی از قدیمی ترین خاندان این روستا می‌باشد.

## جمعیت
براساس سرشماری مرکز آمار ایران در سال ۱۳۸۵، جمعیت آن ۵۵۱ نفر (۱۳۸خانوار) بوده‌است.اکثر مردم روستا کشاورز هستند 
و عده ای دیگر شغل های دولتی و... دارند . از محصولات روستا که می توان نام برد عبارتند از برنج، سبزیجات ،لبنیات و گوشت مرغ،اردک،غاز و گاو.